# 大分県立豊西高等学校
大分県立豊西高等学校（おおいたけんりつほうせいこうとうがっこう）は、かつて大分県大野郡緒方町、三重町、千歳村（以上、現豊後大野市）、野津町（現臼杵市）にあった公立の定時制高等学校である。

## 概要
第二次世界大戦後の1948年（昭和23年）4月に定時制課程が設けられたことを受けて大野郡内各地に設けられた高等学校の定時制校舎を統合して、1956年（昭和31年）4月に開校した高等学校である。
高度成長に伴う農村人口の減少や、定時制課程の需要減に伴い1963年（昭和38年）4月に全日制に転換するとともに他の高等学校に統合され廃校となった。

## 沿革

### 開校前
- 1949年（昭和24年） - 大分県立三重農業高等学校定時制緒方校舎、大原校舎、千歳校舎、野津校舎開校[2][1]。
- 1951年（昭和26年） - 三重農業高校が大分県立三重東高等学校及び大分県立三重西高等学校に別れ、野津校舎は三重東高校に、緒方校舎、大原校舎、千歳校舎は三重西高校に併設される[1]。
- 1953年（昭和28年） - 三重東高校が大分県立三重高等学校、三重西高校が大分県立三重農業高等学校となる[1]。

### 開校から閉校まで
- 1956年（昭和31年）4月 - 大分県立三重高等学校定時制野津校舎と、大分県立三重農業高等学校定時制緒方校舎、大原校舎、千歳校舎の4校が統合され、大分県立豊西高等学校となる[3]。本部を緒方校舎に置く[1]。
- 1957年（昭和32年）9月 - 本部を大原校舎に移転[1]。
- 1962年（昭和37年）3月 - 千歳校舎が廃校となる[1]。
- 1963年（昭和38年）4月 - 大分県立豊西高等学校廃校。各校舎は全日制に転換するとともに、野津校舎は三重高校に、緒方校舎、大原校舎は三重農業高校に移管される[1]。

### 閉校後
- 1964年（昭和39年） - 三重農業高校緒方校舎が廃止される[1]。
- 1965年（昭和40年） - 三重農業高校大原校舎が廃止される[1]。
- 1966年（昭和41年） - 三重高校野津校舎が独立して大分県立野津高等学校となる[2]。